# Liebfrauenkirche (Köln)

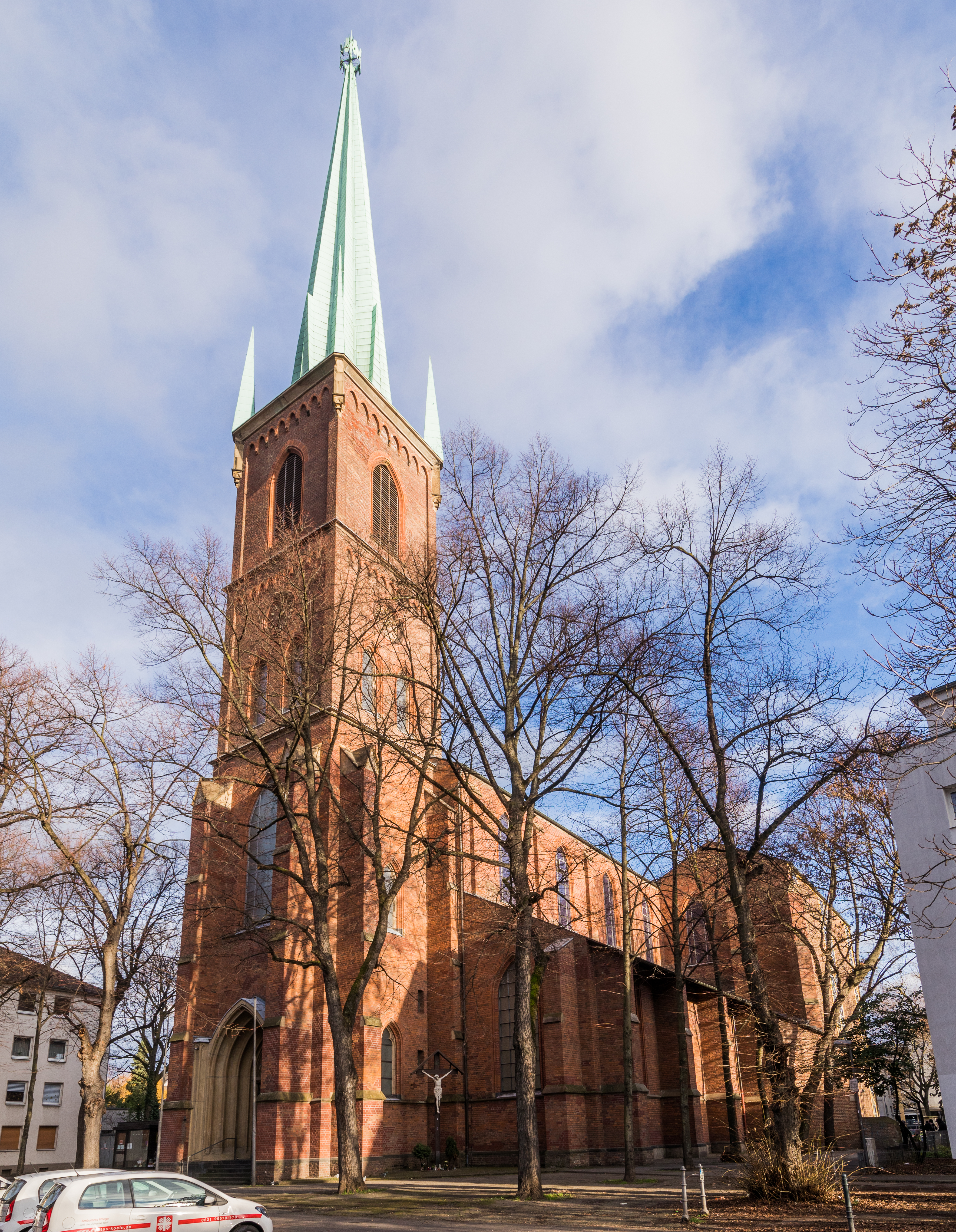
Köln-Mülheim, Liebfrauenkirche

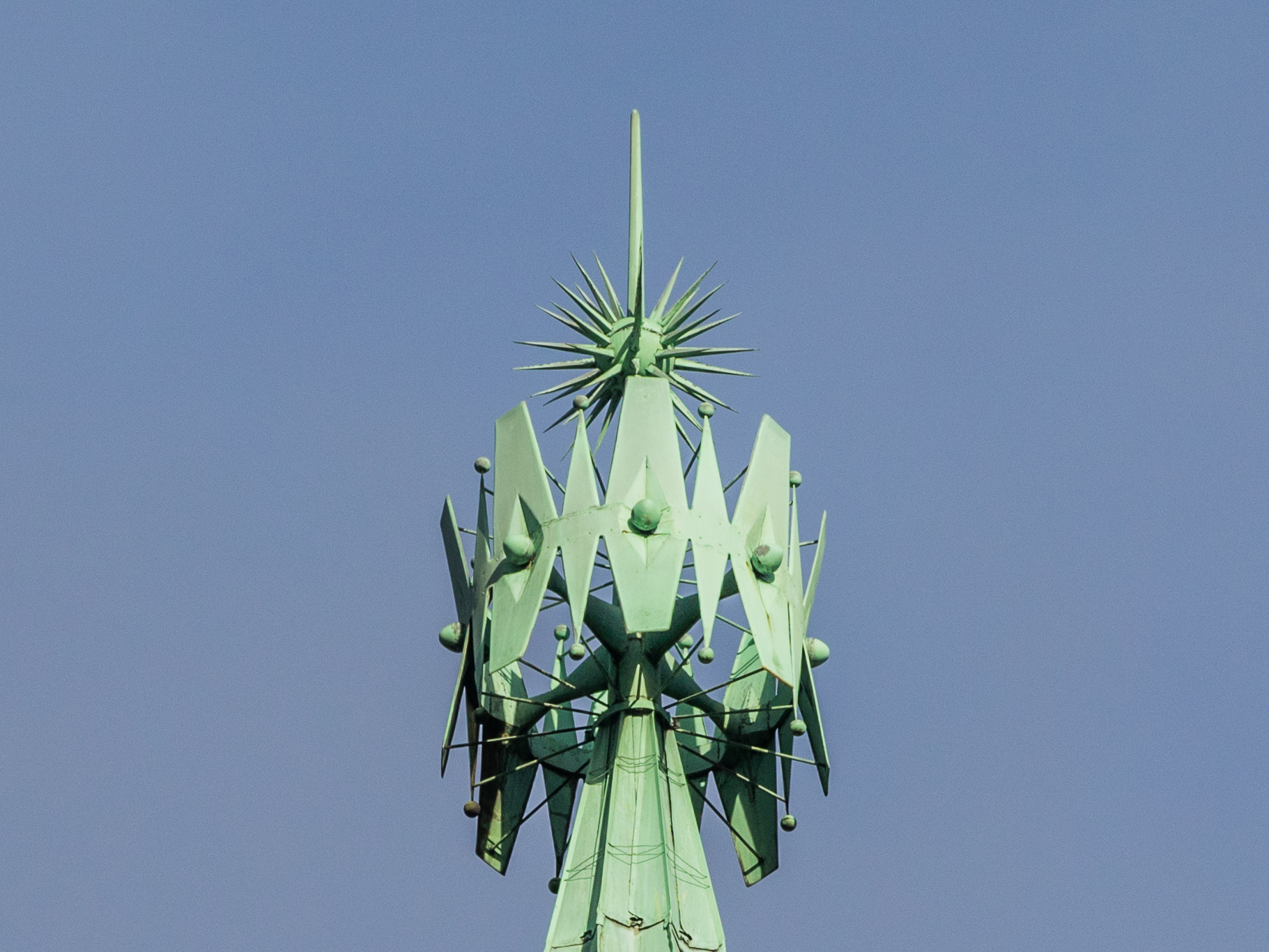
Turmspitze

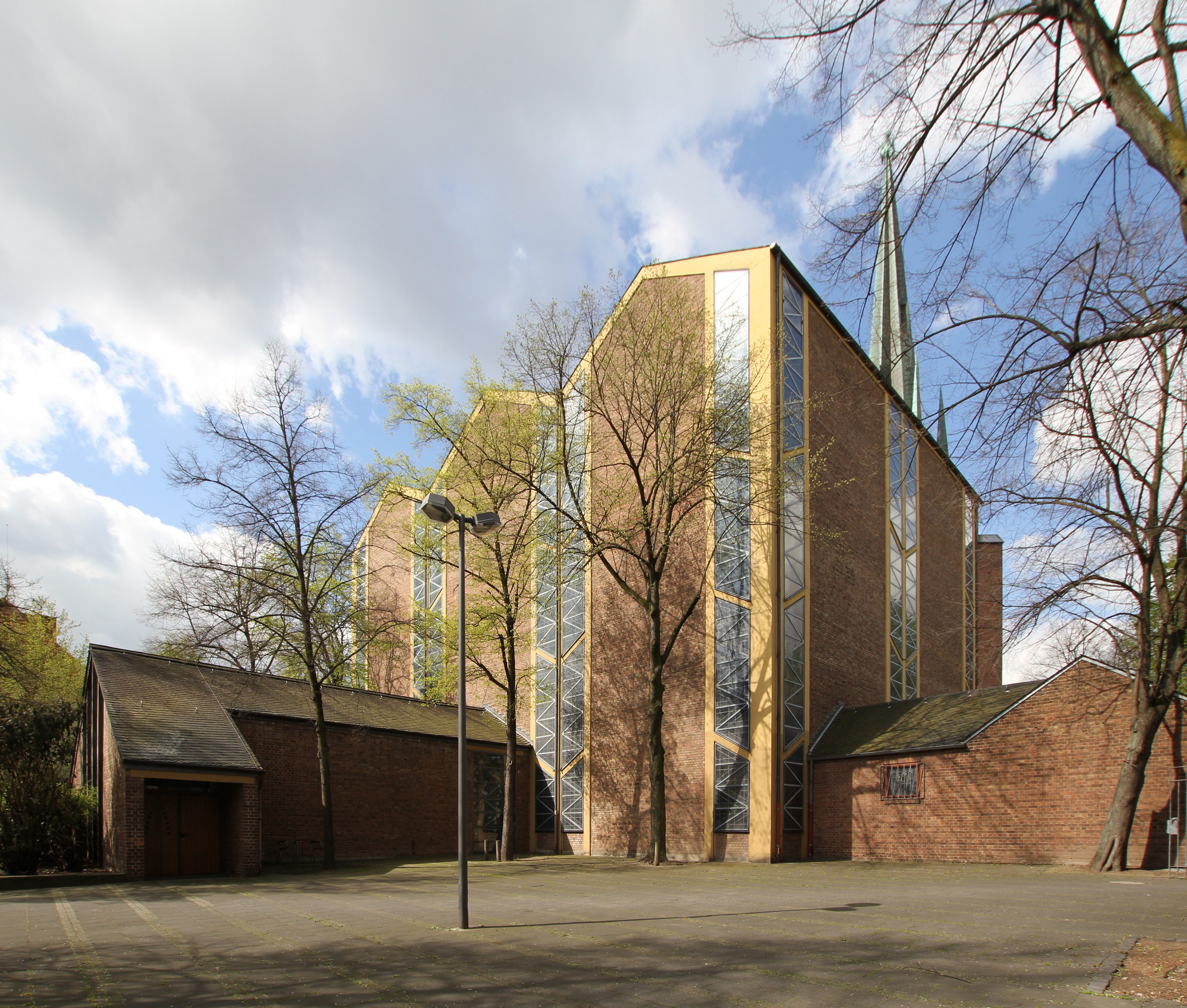
Neuer Chorraum mit Fensterbändern und angebauter Marienkapelle

Die römisch-katholische Liebfrauenkirche ist ein neugotischer Sakralbau im rechtsrheinischen Kölner Stadtteil Mülheim. Sie gehört mit sieben weiteren Kirchen zur katholischen Pfarrgemeinde St. Clemens und Mauritius.

## Geschichte und Ausstattung
Die katholische Pfarrkirche Unserer Lieben Frau in Köln-Mülheim wurde von 1857 bis 1864 nach Plänen des Kölner Dombaumeisters Ernst Friedrich Zwirner als dreischiffige Basilika in neugotischem Stil erbaut. Sie löste die Mülheimer Kirche St. Clemens als damalige Pfarrkirche in Mülheim ab. 1865 konsekrierte der Kölner Weihbischof Johann Anton Friedrich Baudri die Kirche. Sie trug bis 1914, dem Jahr der Eingemeindung Mülheims nach Köln, den Namen „St. Mariä Himmelfahrt“. Wegen der Namensgleichheit mit der linksrheinischen Kölner Kirche „St. Mariä Himmelfahrt“ wurde sie in „Liebfrauenkirche“ umbenannt.
Da das Gotteshaus während des Zweiten Weltkriegs stark beschädigt worden war, diente der Kindergarten zunächst als Notkirche. Statt die Ruine abzureißen, wurde sie nach Plänen des Architekten Rudolf Schwarz von 1953 bis 1955 in abgeänderter Form als Stahlbetonskelettbau wiederaufgebaut. Dabei wurden alte und neue Bauelemente harmonisch miteinander verbunden. Die neugotischen Ostteile, nämlich Querschiff und Langchor, wurden durch eine quer gelagerte 26 Meter lange und 30 Meter breite Chorhalle als Weiterführung des 28 Meter langen Langhauses ersetzt, dessen Umfassungsmauern erhalten blieben. Das neue Chorhaus hat die Maße des ehemaligen Querschiffs und ist mit Betonstützen, vergoldeten Stahlträgern und einem dreifach gefalteten Beton-Satteldach versehen. Die neue Deckenkonstruktion erstreckt sich über die gesamte Halle und stellt so eine Verbindung zwischen Neu- und Altbau dar.
1955 erhielt die Kirche eine Orgel mit 47 Registern der Firma Romanus Seifert. Zum hundertjährigen Jubiläum ihrer ersten Konsekration wurde die wiederaufgebaute Liebfrauenkirche 1965 neu konsekriert. Im selben Jahr erhielt der Turm einen von dem deutschen Künstler Heinz Gernot geschaffenen neuen Helm mit einer Kupferkrone. Der aus einem einzigen grünen Marmorblock gefertigte Hauptaltar ist ebenfalls ein Werk Gernots. Das Kruzifix von 1930 über dem Hauptaltar stammt von dem Kölner Holz- und Steinbildhauer Eduard Schmitz junior. Hinter dem Altarraum steht den Gläubigen eine Marienkapelle als Ort des Gebetes und der eucharistischen Anbetung zur Verfügung.

## Kirchenfenster
In dem neuen Chorraum dominieren die Farben Weiß, Gelb und Grün. Die Fensterbänder sind als Lichtbäume gestaltet. Die farbigen Scheiben aus Antikglas sind in ein Riegelwerk aus Eisenbeton eingelassen. Die Fenster in den Seitenschiffen und in der Altarrückwand sind ornamentale Kompositionen von Anton Wendling. Sie entstanden im Zeitraum von 1958 bis 1962. Das Fenster in der Sakristei schuf Josef Henseler um 1955. Es zeigt Maria und Johannes unter dem Kreuz.

## Orgeln

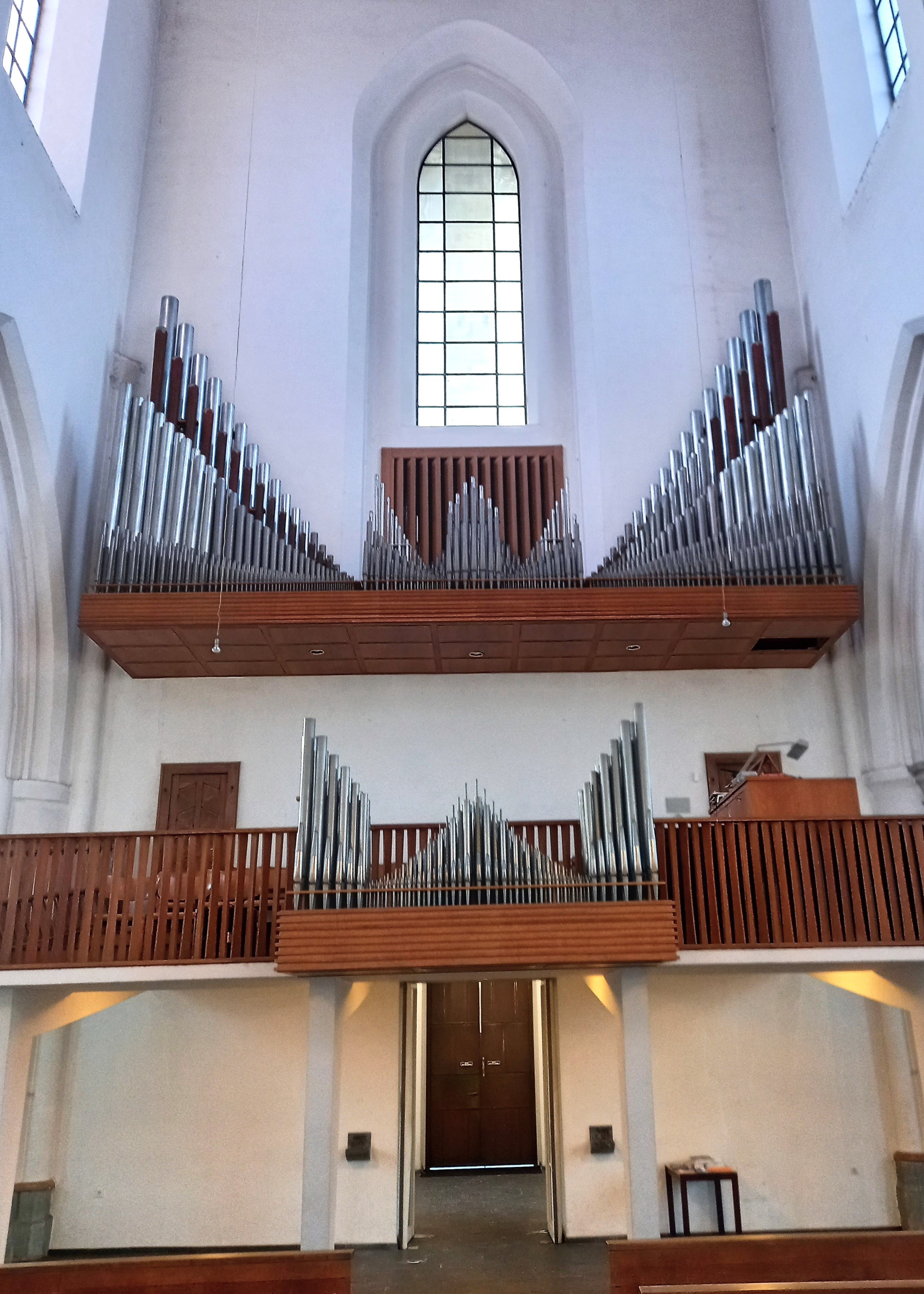
Seifert-Orgel

1955 erhielt die Kirche eine Orgel der Firma Romanus Seifert & Sohn. Das Instrument besitzt 48 Register auf drei Manualen und Pedal mit elektropneumatisch gesteuerten Kegelladen. Bemerkenswert ist die architektonisch besondere freie Aufstellung des Pfeifenwerkes ohne Gehäuse. Eine weitere Besonderheit der Orgel ist, dass die Register des II. Manuals ist in zwei Sektionen aufgeteilt sind. Sechs Register befinden sich im Brüstungspositiv und sind am Spieltisch sowie in der Disposition mit einem R (für „Rückpositiv“) gekennzeichnet. Die übrigen fünf Register sind auf dem Niveau des restlichen Pfeifenwerkes aufgestellt. Die Disposition der Orgel ist wie folgt:
| I Hauptwerk C–g3 |                 |       |
| 1.               | Bordun          | 16´   |
| 2.               | Principal       | 8´    |
| 3.               | Offenflöte      | 8´    |
| 4.               | Gemshorn        | 8´    |
| 5.               | Oktave          | 4´    |
| 6.               | Rohrflöte       | 4´    |
| 7.               | Principal       | 2´    |
| 8.               | Sesquialtera II | 2 ⁄3´ |
| 9.               | Mixtur V-VI     | 1 ⁄3´ |
| 10.              | Trompete        | 16´   |
| 11.              | Kupfertrompete  | 8´    |

| II Positiv C–g3 |             |       |   |
| 12.             | Rohrflöte   | 8´    | R |
| 13.             | Quintadena  | 8´    |   |
| 14.             | Principal   | 4´    | R |
| 15.             | Nachthorn   | 4´    |   |
| 16.             | Nasat       | 2 ⁄3´ |   |
| 17.             | Spillpfeife | 2´    | R |
| 18.             | Terzian II  |       | R |
| 19.             | Quinte      | 1 ⁄3´ | R |
| 20.             | Scharff IV  | 2⁄3´  |   |
| 21.             | Dulcian     | 16´   |   |
| 22.             | Musette     | 8´    | R |
|                 | Tremolo     |       |   |

| III Schwellwerk C–g3 |                      |        |
| 23.                  | Principal            | 8´     |
| 24.                  | Gambe                | 8´     |
| 25.                  | Schwebung            | 8´     |
| 26.                  | Grobgedackt          | 8´     |
| 27.                  | Hornprincipal        | 4´     |
| 28.                  | Gedackt              | 4´     |
| 29.                  | Quinte               | 2 ⁄3´  |
| 30.                  | Blockflöte           | 2´     |
| 31.                  | Terz                 | 1 3⁄5´ |
| 32.                  | Sifflöte             | 1´     |
| 33.                  | Septime              | 4⁄7´   |
| 34.                  | Mixtur V             | 2´     |
| 35.                  | Basson               | 16´    |
| 36.                  | Trompette harmonique | 8´     |
| 37.                  | Schalmei-Oboe        | 8´     |
| 38.                  | Clairon              | 4´     |
|                      | Tremolo              |        |

| Pedal C–f1 |                         |         |
| 39.        | Principalbass           | 16´     |
| 40.        | Subbass                 | 16´     |
| 41.        | Quintbass               | 10 2⁄3´ |
|            | Oktavbass (= Nr. 38)    | 8´      |
|            | Bassflöte (= Nr. 39)    | 8´      |
|            | Bartpfeife (= Nr. 39)   | 4´      |
|            | Quintade (= Nr. 39)     | 2´      |
| 42.        | Hintersatz V            | 2 ⁄3´   |
| 43.        | Posaune                 | 16´     |
|            | Basstrompete (= Nr. 32) | 8´      |

- Koppeln: II/I, III/I, III/II, I/P, II/P, III/P
- Spielhilfen: 2 freie Kombinationen, 1 freie Pedalkombination, Tutti, Pedaltutti, Crescendowalze, Koppeln aus der Walze, Crescendowalze Ab, Zungeneinzelabsteller, Zungen Ab, 16' Ab, Koppeln Ab, Auslöser
- Die Orgel ist 2024 durch die Orgelbauwerkstatt  Seifert (Kevelaer) renoviert und elektrisch modernisiert worden. Anstelle der Violflöte 8' wurden im Schwellwerk Gambe 8' und Schwebung 8' eingebaut.

Als Chororgel besteht ein Serien-Positiv (Bauart D 5) der Orgelbauwerkstatt Walcker von 1956.  Dieses Werk wurde 2024 durch Orgelbaumeister Eckehard Lüdke (Kevelaer) umfassend saniert, technisch und klanglich dem Bedarf entsprechend optimiert.
| Manualwerk C–f3 |            |          |
| 1.              | Gedackt    | 8´       |
| 2.              | Principal  | 4´       |
| 3.              | Nachthorn  | 4´       |
| 4.              | Flachflöte | 2´       |
| 5.              | Mixtur     | 2-3 fach |

| Pedalwerk C–d1 |                     |     |
| 1.             | Subbaß              | 16´ |
|                | Koppel Manual/Pedal |     |

## Denkmalschutz
Die Liebfrauenkirche wurde am 20. Juli 1983 unter der Nummer 1552 in die Liste der Baudenkmäler im Kölner Stadtteil Mülheim eingetragen.